# Barbara Palmerová, hraběnka z Castlemaine a vévodkyně z Clevelandu
Barbara Palmer z rodu Villiersů (27. listopadu 1640 – 9. října 1709) byla anglická šlechtična, milenka anglického krále Karla II. Stuarta.

## Biografie
Barbara se narodila jako jediné dítě Williama Villierse, 2. vikomta Grandison a jeho manželky Mary Bayning, dcery Paula Bayninga, 1. vikomta Bayning. Velmi záhy – jako dvouletá – ztratila otce, který zahynul 20. října roku 1643 v Anglické občanské válce v bitvě u Newbury, kde bojoval na straně royalistů.
Barbara byla pověstná svou krásou, ale i řadou milostných romancí. Jejím prvním milencem byl
Philip Stanhope, 2. hrabě Chesterfield, manžel její matky. 14. dubna roku 1659 se provdala za Rogera Palmera, 1. hraběte Castlemaine (1634–1705), syna sira Jamese Palmera a Catherine Herbert, dcery Williama Herberta, 1. markýze Powis. Manželství se nevydařilo a již roku 1662 žili manželé odděleně. Na tomto vývoji měla nepochybně podíl skutečnost, že od roku 1660 byla Barbara milenkou krále Karla II., který v roce 1661 udělil jejímu manželovi titul hraběte Castlemaine. V roce 1670 se Barbara stala peerem suo iure jako vévodkyně z Clevelandu.
Barbara se rychle stala jednou z nejvlivnějších osob královského dvora. Jejím největším protivníkem byl hlavní královský rádce Edward Hyde (otec Anny Hydeové, manželky mladšího Karlova bratra Jakuba, pozdějšího krále Jakuba II. Stuarta), který se dlouho zpěčoval Barbařinu jmenování dvorní dámou královniny ložnice.
V prosinci roku 1663 Barbara ohlásila svou konverzi ke katolicismu. To jí umožnilo vést velkolepý a velmi nákladný způsob života – vedle příjmů poskytovaných jí státní pokladnou získávala nemalé dary od katolických mocností Španělska i Francie.
Barbara byla proslulá svou extravagancí. Byla promiskuitní a uměla využít svůj vliv na krále ke svému prospěchu. V průběhu času ovšem začal její vliv na Karla slábnout. Král měl stále nové milenky, rovněž Barbara si začínala stále nové romance. Jejími milenci byli mimo jiné herec Jacob Hall či její bratranec John Churchill. V důsledku 1673 schváleného Test Act přišla Barbara jako katolička o pozici dvorní dámy královniny ložnice. Přestala být i milenkou krále. Po smrti svého manžela se v roce 1705 provdala za generálmajora Roberta Feildinga. Zemřela v roce 1709.

## Potomci
Barbara porodila šest dětí, které král uznal za svoje. Všechny dostaly jméno FitzRoy ("potomek krále"), třebaže první dcera nesla ještě i jméno Barbařina manžela a je pravděpodobné, že Anniným otcem nebyl ani král, ani Roger Palmer, ale první Barbařin milenec, manžel její matky hrabě Chesterfield.
- Anna Palmer (Fitzroy) (25. února 1661 – 16. května 1722); manželka Thomase Lennarda, 1. hraběte Sussex, lorda Teyhnama a Roberta Moore'a
- Charles FitzRoy, 2. vévoda Cleveland (18. července 1662 – 9. září 1730), 2. vévoda z Clevelandu a 1. vévoda ze Southamptonu
- Henry FitzRoy, 1. vévoda Grafton (28. září 1663 – 9. října 1690), 1. vévoda z Graftonu
- Charlotte Lee, hraběnka z Lichfieldu (5. září 1664 – 17. února 1718), manželka Edwarda Lee, 1. hraběte z Lichfieldu
- George FitzRoy, 1. vévoda z Northumberlandu (28. prosince 1665 – 28. června 1716), 1. hrabě z Northumberlandu a 1. vévoda z Northumberland
- Barbara FitzRoy (16. července 1672 – 6. května 1737); Karel II. ji uznal za své dítě, tvrdí se však, že jejím skutečným otcem byl John Churchill, vévoda z Marlborough. Měla nemanželské dítě s Jamesem Douglas-Hamiltonem, vévodou z Hamiltonu. Později vstoupila do jednoho francouzského kláštera jako jeptiška pod jménem sestra Bernadetta; nakonec se stala představenou v klášteře sv. Mikuláše.

Barbara Palmerová je předkem řady osobností současnosti, např. britského politika Anthony Edena či princezny Diany.